# غافريلو برينسيب
غافريلو برينسيب (بالسيريلية الصربية: Гаврило Принцип) (مواليد 25 يوليو 1894 - الوفاة 28 أبريل 1918) ، كان قوميًا من صرب البوسنة والهرسك اغتال في 28 يونيو 1914 الأرشيدوق فرانتس فرديناند وريث عرش الإمبراطورية النمساوية المجرية، وزوجته صوفي دوقة هوهنبيرغ، وهو يتجول في سراييفو بسيارة مكشوفة مع زوجته، الأمر الذي أدّى إلى اندلاع الحرب العالمية الأولى في الثامن والعشرين من يوليو عام 1914 .
ألقي القبض على برينسيب وشركائه المتورطين من قبل أعضاء من القوات المسلحة الصربية، مما أدى الإمبراطورية النمساوية المجرية لإصدار مسعى لصربيا المعروفة باسم إنذار يوليو. وقد استخدمت الإمبراطورية النمساوية المجرية هذا كذريعة لغزو صربيا، مما أدى إلى نشوب واندلاع الحرب العالمية الأولى.
كان برينسيب صربيا قاطنا في البوسنة. كان وطنيا يوغسلافيا انخرط في حركة البوسنة الشابة.
هذه الأحداث وغيرها كانت سبب اندلاع الحرب العالمية الأولى. والحرب القومية اليوغوسلافية والمرتبطة بحركة البوسنة الشابة، والتي تتألف في الغالب من الصرب، وأيضا البوشناق والكروات. وأثناء محاكمته صرح قائلاً: «أنا يوغوسلافي قومي، أهدف لتوحيد جميع اليوغوسلاف، وأنا لا يهمني ما شكل الدولة، ولكن يجب أن نتحرر من النمسا».

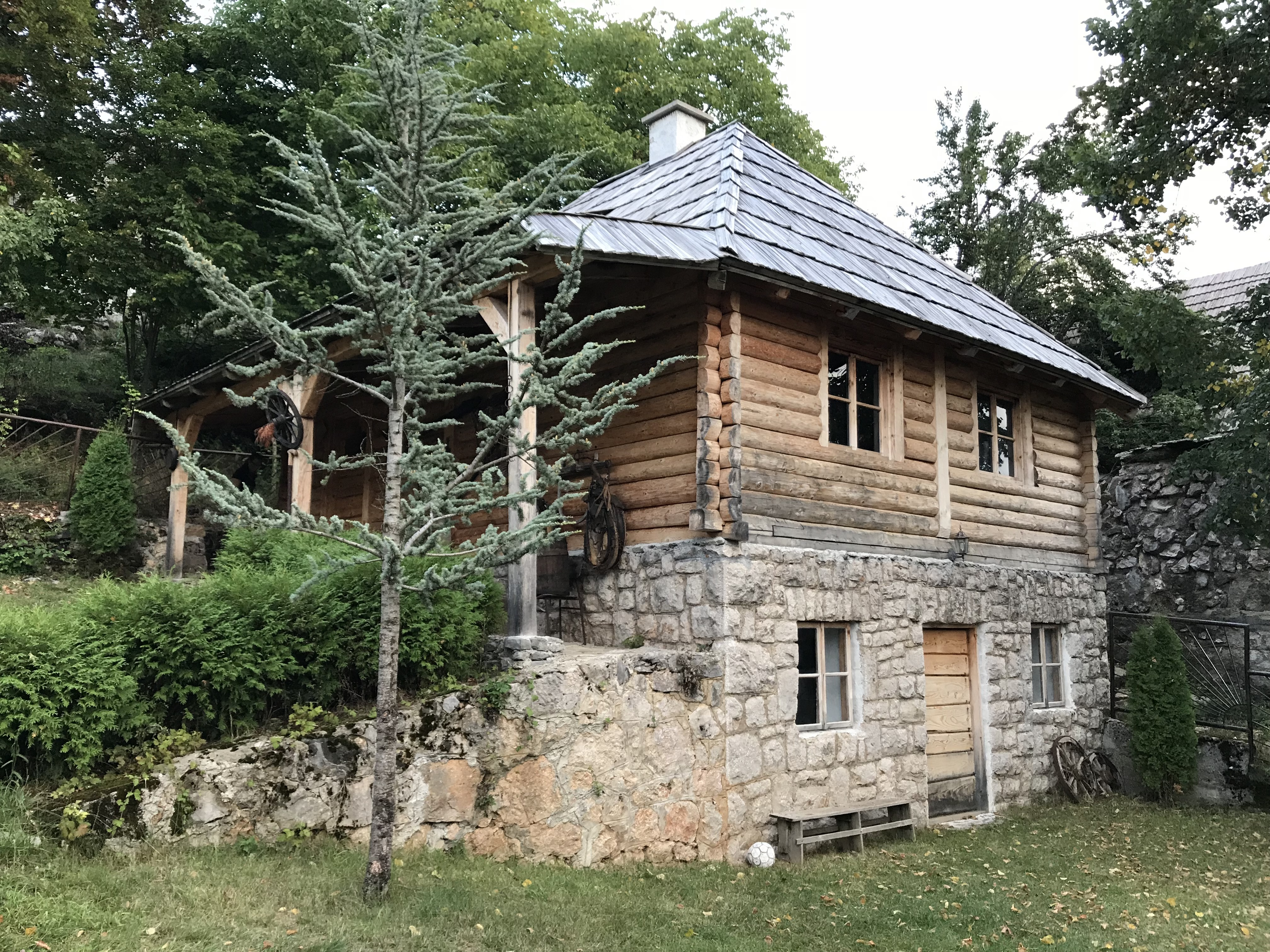
منزل عائلة غافريلو في البوسنة.

## ميلاده ونشأته

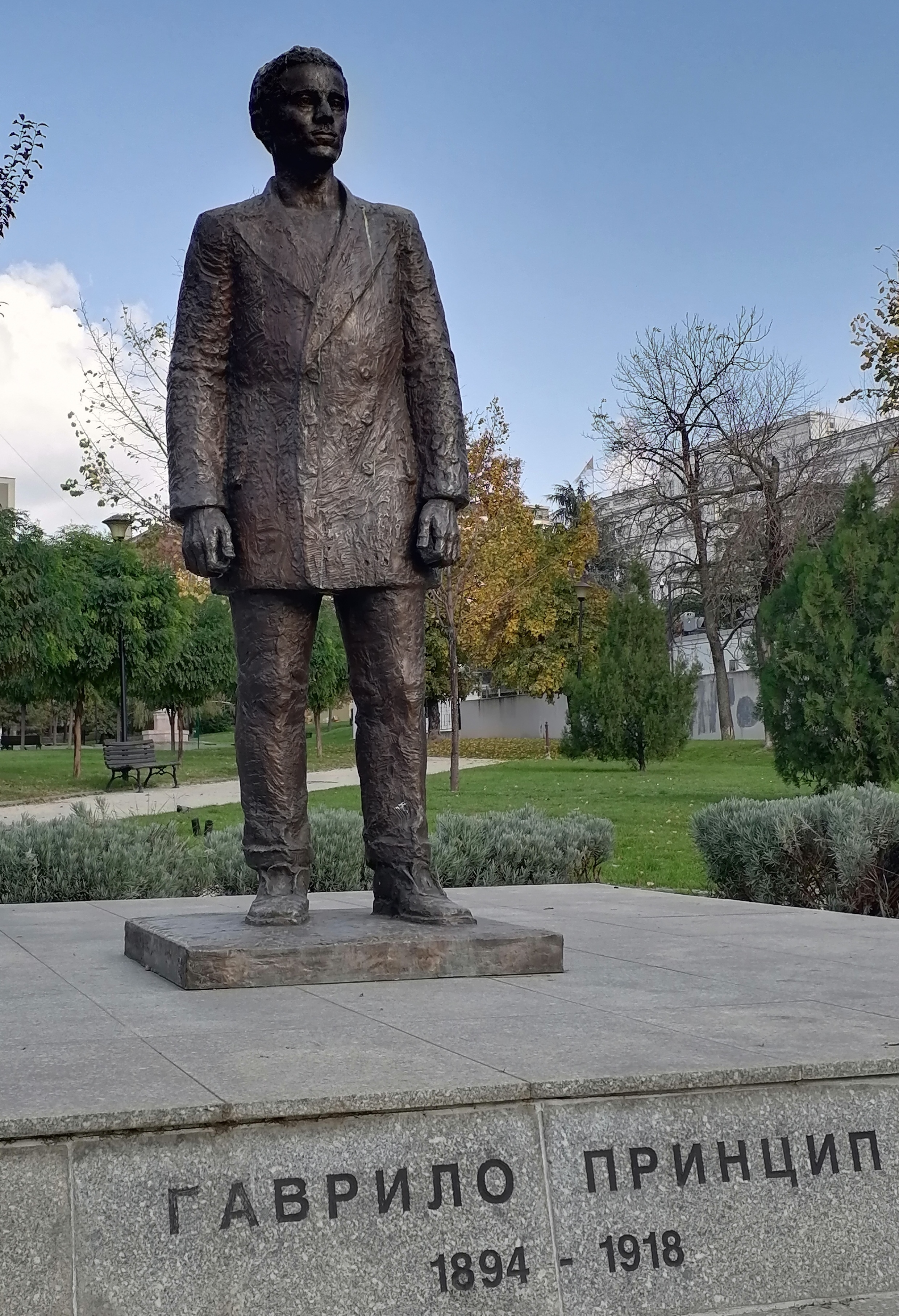
تمثال برونزي في بلغراد

ولد غافريلو پرانسيپ في قرية فقيرة في تسعة أطفال، خمسة أولاد وأربع بنات، توفي منهم ستة في طفولتهم، يتفق معظم المؤرخون أن برانسيب كان عضوا في مجموعة معروفة باسم «الاتحاد أو الموت»، وهي مجموعة منبثقة من مجموعة البوسنة الشابة، وكانت تعمل من أجل استقلال الشعوب السلافية الجنوبية من الحكم المجري النمساوي، في السادس من أكتوبر عام 1908، أُعلن أن البوسنة والهرسك قد ضمت إلى الإمبراطورية المجرية النمساوية من طرف الإمبراطور فرانتس يوزف مما خلق كثيرا من الاستياء لدي الشعوب السلافية لجنوب أوروبا. وقد رفض القيصر الروسي هذا الضم، في سنة 1912 كانت صربيا متأهبة من أجل حرب البلقان الأولى، طلب برينسيب الالتحاق بمجموعة عرفت باسم "اليد السوداء"، ولكن عضويته رفضت لِقصُر قامته، فقرر الالتحاق بمجموعة أخرى فرفضت لنفس السبب. فقيل أن هذا الرفض الذي قوبل به برينسيب هو الذي كان وراء إرادته القيام بعملية شجاعة استثنائية، لكي يثبت لهم أنه ليس أقل منهم قوة، ولم يعدم برينسيب بعد اقترافه لتلك العملية لأنه كان قاصرا حيث كان عمره تسع عشر سنة (أكمل عامه العشرين قبل بدء الحرب بثلاثة أيام)، وكان سن الرشد آنذاك الواحد والعشرون أو يزيد.

## بعد حادثة اغتيال ولي عهد النمسا والمجر

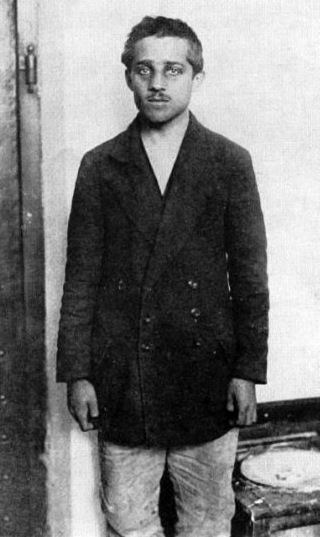

عوقب بالسجن 20 عاما بدل من إعدامه لأنه لم يبلغ سن الرشد كباقي أفراد العصابة حيث سجن في سجن واقع حاليا في دولة التشيك وقد ذكر في محاكمته أنه أراد أن يقتل ولي العهد فقط وأنه لم يرد أن يقتل زوجته، قضى برينسيب 4 أعوام في السجن فقط تحت ظروف صحية سيئة جدا حيث أقترح عليه أن ينقل إلى سجن أخر أو تخفيف عقوبته لكنه رفض وأراد أن يتم صلبه وحرقه لكن تم تجاهل طلبه، عاش سنوات السجن بطريقة سيئة جدا حيث أنه قد كان مريضا بمرض سل المفاصل الذي أدى إلى بتر إحدى يديه وقد توفي في 28 أبريل لعام 1918 وقد عثر عليه ميتا في زنزانته وكتب في الجدار الذي كان ميتا بجواره العبارة التالية «ستظل أشباحنا تتجول في فيينا، تتهامس بالقصور والسادة يرتجفون» في نهاية المطاف دفن في مقبرة سان ماركو بالبوسنة والهرسك وتحديدا في سراييفو عاصمتها وكتب على قبره جملة «هذا قبر الذي أشعل الحربين» وحاليا يعتبر في صربيا بطل قومي بارز حرر الدول السلافية أما في النمسا فهو مجرد إرهابي تسبب في انهيار البلاد ومازال قبره موجود في مقبرة سان ماركو لغاية الآن.

## وصلات خارجية
- غافريلو برينسيب على موقع IMDb (الإنجليزية)
- غافريلو برينسيب على موقع الموسوعة البريطانية (الإنجليزية)
- غافريلو برينسيب على موقع إن إن دي بي (الإنجليزية)